# HD 55762
HD 55762，又名BD-22 1756，SAO 173230、HR 2730，是一颗恒星，视星等为6.01，位于銀經235.58，銀緯-5.58，其B1900.0坐标为赤經7h 9m 9.4s，赤緯-22° -5.58′ 9″。